# Roberta Marrero
Roberta Lucía Marrero Gutiérrez (2. März 1972 Las Palmas de Gran Canaria – 17. Mai 2024 Madrid) war eine spanische Künstlerin, Sängerin und Schauspielerin.

## Künstlerische Laufbahn
Marrero nutzte die Kunst-Technik der Aneignung und mischte bekannte Bilder mit populären Figuren, um neue Interpretationen zu ermöglichen.
In ihrem erstveröffentlichten Buch Dictadores (2015) mischte sie Porträts von Personen des Totalitarismus mit Figuren aus der Popwelt. So zeigt sie beispielsweise Mao Zedong umgeben von Hello-Kitty-Köpfen. Oder Francisco Franco mit einem Blitz aus Schminke im Gesicht, im Stil von David Bowies Album-Cover Aladdin Sane. Marrero erklärte, dass es ihre Absicht sei, eine faschistische Botschaft zu vandalisieren und sie in eine Botschaft für Freiheit zu verwandeln.
Ihre Kunstwerke waren vor allem in spanischen Galerien zu besichtigen, aber auch in der Ausstellung David Bowie Is, organisiert vom Victoria and Albert Museum in London, und in der Ausstellung Piaf in der Bibliothèque nationale de France.
Joe Dallesandro wählte eines von Marreros Werken aus und druckte es auf T-Shirts in limitierter Auflage.
In ihrem 2016 erschienenen Buch El bebé verde: infancia, transexualidad y héroes del pop, einem Graphic Novel mit einem Prolog der Schriftstellerin Virginie Despentes, veröffentlichte Marrero Erinnerungen an ihre Kindheit und thematisierte ihre Transsexualität. Sie beschreibt, wie die Weltsicht verschiedener Künstler aus Popmusik, Literatur und Kino – insbesondere die von Boy George – sie inspirierten.
Als Musikerin veröffentlichte Marrero zwei Elektropop-Alben und arbeitete als DJ in verschiedenen spanischen Clubs.

## Urheberrechtsverletzung
Im Jahr 2016 schrieb Marrero auf Social Media, dass die Modedesignerin Vivienne Westwood eines ihrer Kunstwerke auf ein Hemd gedruckt habe und es auf ihrer Webseite verkaufte. Westwood und ihr Ehemann Andreas Kronthaler antworteten, dass sie nicht wussten, dass es sich bei dem Druck um das Werk einer zeitgenössischen Künstlerin handelte.

## Inspiration und Themen
Marrero hat sich an der Fauvist-Bewegung, dem Expressionismus, dem Surrealismus, der religiöse Malerei, dem klassisches Hollywood, Russ Meyer, Andy Warhol, New Wave, Goth und Punk orientiert.
Ihre Arbeiten enthalten Anspielungen auf Comic-Superhelden, Disney-Figuren, den Drag-Superstar Divine und Bodybuildern aus den 1950ern.
Die Hauptthemen ihrer Werke sind Liebe, Macht, Ruhm, Politik und Tod.

## Tod
Marrero starb am 17. Mai 2024 durch Suizid in Spanien. Sie wurde 52 Jahre alt.